# Mumia

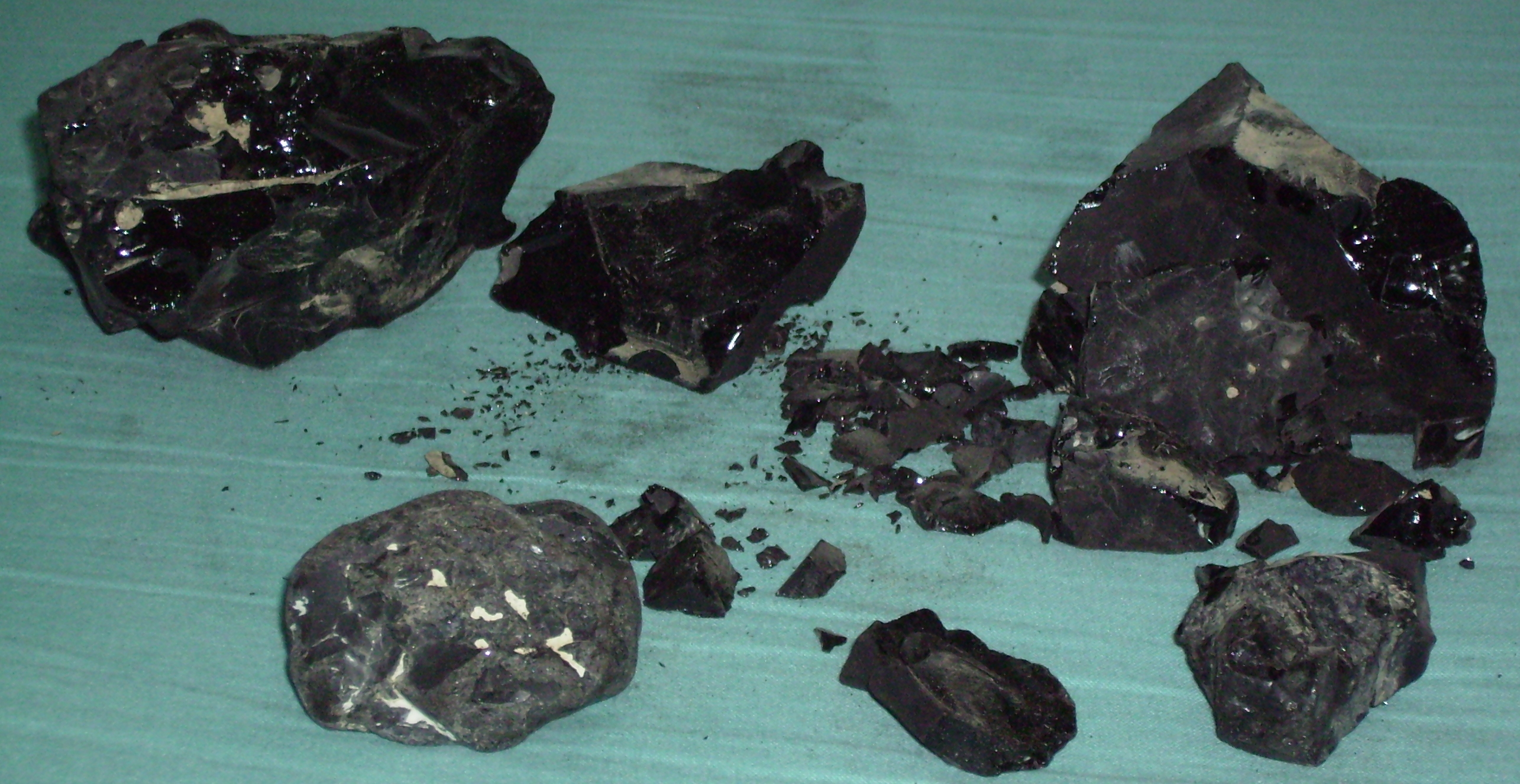
Asfalto/betún natural del Mar Muerto

Mumia, mummia u originalmente momia hacía referencia a varios preparados diferentes en la historia de la medicina, desde «brea mineral» hasta «momias humanas en polvo». Tiene su origen en el árabe mūmiyā «un tipo de betún resinoso que se encuentra en Asia occidental y se utiliza con fines curativos» en la medicina tradicional islámica, que se tradujo como pissasphaltus (de «brea» y «asfalto») en la medicina griega antigua. En la medicina europea medieval, mūmiyā «betún» se transliteró al latín como mumia que significa tanto «una medicina bituminosa de Persia» como «momia». Los mercaderes de las boticas dispensaban el costoso betún de mummia, que se consideraba un remedio eficaz para muchas dolencias. También se utilizaba como afrodisíaco.

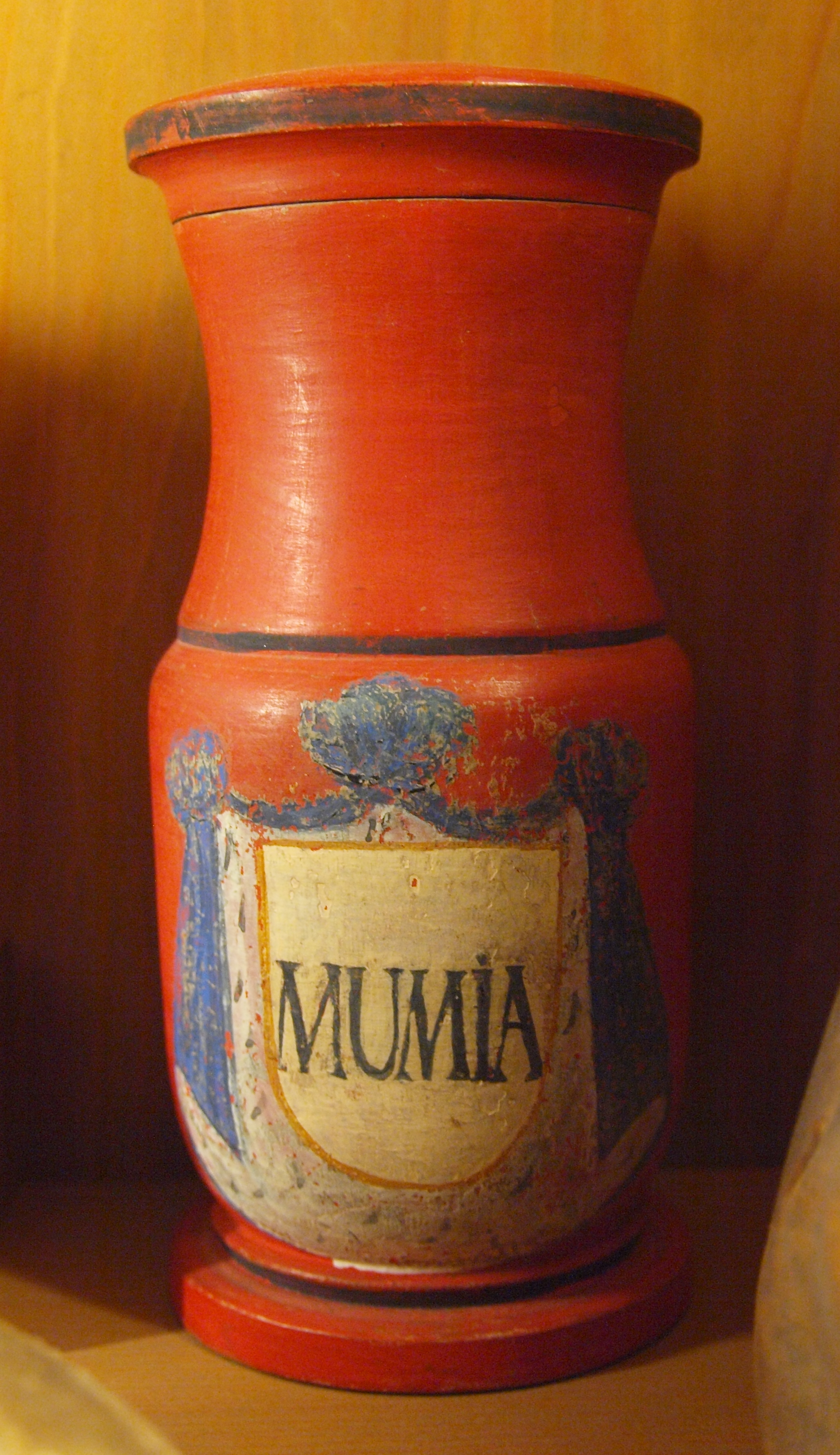
Vasija de boticario del con inscripción MUMIA

Alrededor del siglo XII, cuando escaseó el betún natural importado, la palabra «mummia» se interpretó erróneamente como «momia» y su significado se amplió a «exudado resinoso negro extraído de las momias egipcias embalsamadas», lo que inició un periodo de comercio lucrativo entre Egipto y Europa, y los proveedores sustituyeron el exudado de mummia por momias enteras, embalsamadas o disecadas. Después de que Egipto prohibiera el envío de momias en el siglo XVI, boticarios europeos sin escrúpulos empezaron a vender momias fraudulentas preparadas embalsamando y desecando cadáveres frescos.
Durante el Renacimiento, los eruditos demostraron que traducir mummia bituminosa como momia era un error, y los médicos dejaron de recetar el ineficaz medicamento. En los siglos XVII y XIX, los artistas seguían utilizando momias molidas para teñir una popular pintura al óleo llamada marrón momia.

## Terminología
Las etimologías del inglés mummia y mummy derivan del latín medieval mumia, que transcribe el árabe mūmiyā «una especie de betún utilizado con fines medicinales; un cuerpo embalsamado con betún» de mūm «cera (utilizada en el embalsamamiento)», que desciende del persa mumiya y mum.

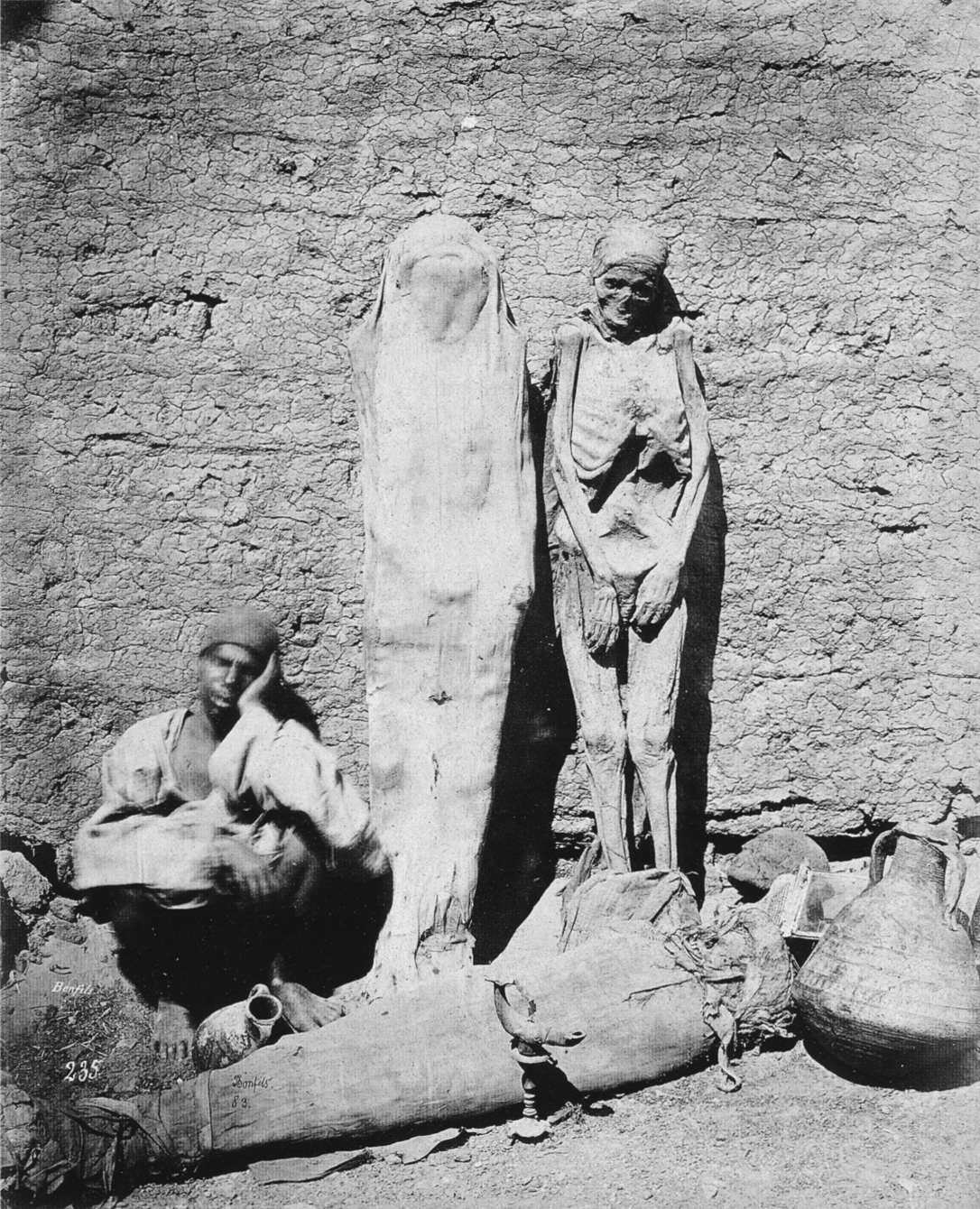
Vendedor de momias egipcio (1875, Félix Bonfils)

El Oxford English Dictionary recoge la compleja historia semántica de mummy y mummia. Mummy se registró por primera vez con el significado de «preparación medicinal de la sustancia de las momias; por lo tanto, un líquido untuoso o goma utilizada con fines medicinales» (c. 1400), que Shakespeare utilizó jocosamente para «carne muerta; cuerpo en el que se ha extinguido la vida» (1598), y más tarde «sustancia o masa pulposa» (1601). En segundo lugar, se amplió semánticamente para significar «un remedio soberano» (1598), «una droga medicinal bituminosa obtenida de Arabia y Oriente» (1601), «una especie de cera utilizada en el trasplante e injerto de árboles» (1721) y «un rico pigmento bituminoso marrón» (1854). El tercer significado de momia era «el cuerpo de un ser humano o animal embalsamado (según el antiguo método egipcio o alguno análogo) como preparación para el entierro» (1615), y «un cuerpo humano o animal desecado por exposición al sol o al aire» (1727). Mummia se utilizó originalmente en la primera acepción de momia «una preparación medicinal...» (1486), luego en la segunda acepción «un remedio soberano» (1741), y por último para especificar «en mineralogía, una especie de betún, o brea mineral, que es blanda y dura, como la cera de zapatero, cuando hace calor, pero quebradiza, como la brea, cuando hace frío. Se encuentra en Persia, donde es muy apreciada» (1841). En el uso moderno del inglés, mummy significa comúnmente «cuerpo embalsamado», a diferencia de mummia «una medicina» en contextos históricos.
La momia o mumia se define con tres términos mineralógicos ingleses Bitumen (del latín bitūmen) significaba originalmente «una especie de brea mineral encontrada en Palestina y Babilonia, utilizada como argamasa, etc. Lo mismo que asfalto, brea mineral, brea de judío, Bitumen judaicum», y en el uso científico moderno significa “el nombre genérico de ciertas sustancias minerales inflamables, hidrocarburos nativos más o menos oxigenados, líquidos, semisólidos y sólidos, incluyendo nafta, petróleo, asfalto, etc.”. Asfalto (del griego antiguo ásphaltos «asfalto, betún») significaba primero «Sustancia bituminosa, que se encuentra en muchas partes del mundo, un mineral resinoso liso, duro, quebradizo, de color negro o negro parduzco, formado por una mezcla de diferentes hidrocarburos; También llamada brea mineral, brea de los judíos y en el [Antiguo Testamento] 'limo'», y actualmente significa “Composición hecha mezclando betún, brea y arena, o fabricada a partir de calizas bituminosas naturales, utilizada para pavimentar calles y paseos, revestir cisternas, etc.», utilizado como abreviatura de hormigón asfáltico. Hasta el siglo XX, también se utilizaba el término latinizado asphaltum. Pissasphalt (del griego pissasphaltus «brea» y «asfalto») denomina «Una variedad semilíquida del betún, mencionada por los escritores antiguos».
El uso medicinal de la momia bituminosa tiene un paralelo en Ayurveda: shilajit o silajit (del sánscrito shilajatu «roca-conquistador») o mumijo (del persa mūmiyā «cera») es «Un nombre dado a varias sustancias sólidas o viscosas encontradas en la roca en la India y Nepal… esp. una usu. sustancia odorífera de color marrón oscuro que se utiliza en la medicina tradicional india y probablemente consiste principalmente en orina animal seca»

## Historia

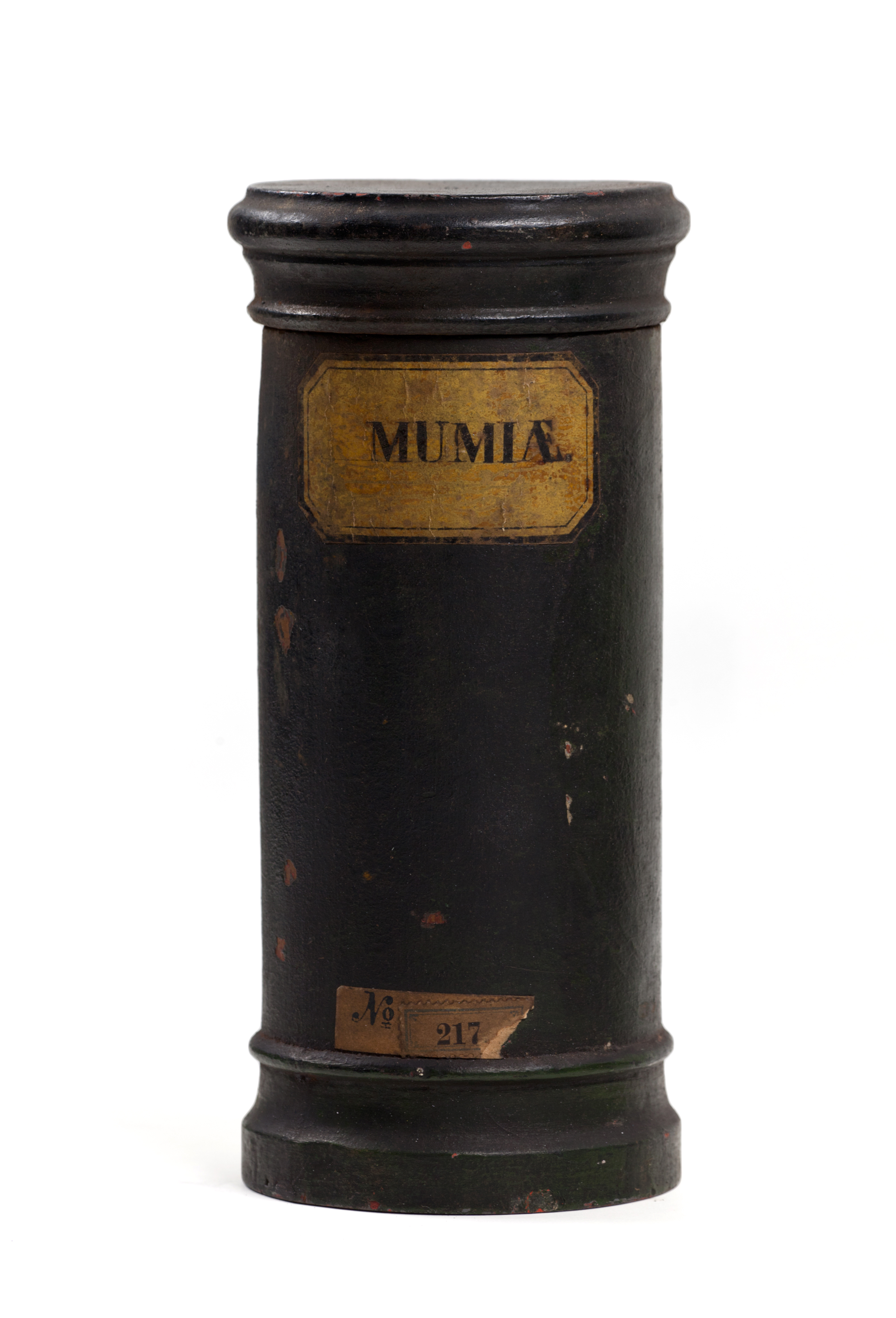
Vasija de boticario de madera con inscripción "MUMIÆ", Museo de Hamburgo

El uso de la mumiya como medicina comenzó con el famoso remedio persa mumiya de pissasfalto negro para heridas y fracturas, que se confundía con materiales bituminosos negros de apariencia similar utilizados en la momificación egipcia. Los traductores latinos medievales interpretaron erróneamente que se trataba de momias enteras. A partir del siglo XII y hasta el siglo XIX, las momias y el betún de momias ocuparon un lugar central en la medicina y el arte europeos, así como en el comercio egipcio.
El betún o asfalto tenía muchos usos en el mundo antiguo, como pegamento, mortero e impermeabilizante. Los antiguos egipcios empezaron a utilizar el betún para embalsamar momias durante la Dinastía XII (1991-1802 a.C.).
Según los historiadores de la farmacia, la momia pasó a formar parte de la materia médica de los árabes, según Muhammad ibn Zakariya al-Razi (845-925) e Ibn al-Baitar (1197-1248). Los médicos persas medievales utilizaban el betún/asfalto como ungüento para cortes, contusiones y fracturas óseas, y como medicamento interno para las úlceras de estómago y la tuberculosis. Conseguían los mejores resultados con un alquitrán mineral (pissasphalt) negro que se filtraba de una montaña en Darabgerd, Persia. El médico griego Pedanius Dioscorides, en su obra De Materia Médica (50-70), clasificaba el betún del Mar Muerto como medicinalmente superior al pissasphalt de Apollonia (Iliria), ambos considerados un sustituto equivalente de la escasa y cara mumiya persa.
Durante las Cruzadas, los soldados europeos conocieron de primera mano el medicamento mummia, al que se atribuían grandes poderes curativos en casos de fractura y rotura. La demanda de mummia aumentó en Europa y, dado que el suministro de betún natural de Persia y el Mar Muerto era limitado, la búsqueda de una nueva fuente se dirigió a las tumbas de Egipto.
La interpretación errónea de la palabra latina mumia «betún medicinal» implicó varios pasos. El primero fue sustituir el producto natural por sustancias exudadas por las momias egipcias. El médico árabe Serapión el Joven (fechado en el siglo XII) escribió sobre la momia bituminosa y sus múltiples usos, pero la traducción latina de Simón Geneunsis (m. 1303) decía: «Mumia, es la momia de los sepulcros con áloe y mirra mezclada con el líquido (humiditate) del cuerpo humano». Dos ejemplos italianos del siglo XII: Gerardo de Cremona, tradujo erróneamente la mumiya árabe como «la sustancia que se encuentra en la tierra donde se entierran los cuerpos con áloes por la cual el líquido de los muertos, mezclado con los áloes, se transforma y es similar a la brea marina», y el médico Matthaeus Platearius dijo «Mumia es una especia que se encuentra en los sepulcros de los muertos.... Es mejor la que es negra, maloliente, brillante y maciza".
El segundo paso fue confundir y sustituir la rara exudación negra de los cadáveres embalsamados por el betún negro que los egipcios utilizaban como conservante para embalsamar. El médico de Bagdad Abd al-Latif al-Baghdadi (1162-1231) describió las antiguas momias egipcias: «En el vientre y el cráneo de estos cadáveres se encuentra también en gran abundancia la llamada momia», y añadió que, aunque la palabra designaba propiamente betún o asfalto, «La momia que se encuentra en los huecos de los cadáveres en Egipto, difiere sólo inmaterialmente de la naturaleza de la momia mineral; y cuando surge alguna dificultad para conseguir esta última, puede ser sustituida en su lugar».
El tercer paso en la interpretación errónea de la momia fue sustituir la carne ennegrecida de una momia entera por los materiales bituminosos endurecidos de las cavidades interiores de los cadáveres. Las antiguas tumbas de Egipto y los desiertos no podían satisfacer la demanda europea de la droga momia, por lo que se desarrolló un comercio de fabricación y venta de momias fraudulentas, a veces llamadas mumia falsa. El cirujano italiano Giovanni da Vigo (1450-1525) definió la mumia como «la carne de un cadáver embalsamado, caliente y seca en segundo [grado], y que por tanto tiene virtud para encarne [es decir, curar] heridas y para estabilizar la sangre", y lo incluyó en su lista de medicamentos esenciales. El polímata suizo-alemán Paracelso (1493-1541) dio a la momia un nuevo significado de «espíritu intrínseco» y dijo que la verdadera momia farmacéutica debía ser «el cuerpo de un hombre que no murió de muerte natural, sino que murió de muerte no natural con un cuerpo sano y sin enfermedad». El médico alemán Oswald Croll (1563-1609) dijo que la momia no era «la materia líquida que se encuentra en los sepulcros egipcios», sino más bien «la carne de un hombre que perece de muerte violenta y se conserva durante algún tiempo en el aire», y dio una receta detallada para hacer tintura de momia a partir del cadáver de un joven pelirrojo, que había sido ahorcado, apaleado en la rueda de rotura, expuesto al aire durante días, luego cortado en trozos pequeños, espolvoreado con mirra en polvo y áloes, empapado en vino y secado.
Los eruditos y médicos del Renacimiento expresaron por primera vez su oposición al uso de la momia humana en el siglo XVI. El naturalista francés Pierre Belon (1517-1564) llegó a la conclusión de que los médicos árabes, de quienes los escritores occidentales derivaban sus conocimientos sobre la momia, se habían referido en realidad al pissasphalt de Dioscórides, que había sido mal interpretado por los traductores. Según él, los europeos importaban tanto la «falsamente llamada» momia, obtenida del raspado de cadáveres, como la «momia artificial», fabricada exponiendo al calor del sol cadáveres enterrados antes de triturarlos. Aunque consideraba que la momia disponible era una droga sin valor e incluso peligrosa, señaló que el rey Francisco I siempre llevaba consigo una mezcla de momia y ruibarbo para utilizarla como remedio inmediato para cualquier herida. El cirujano barbero Ambroise Paré (m. 1590) reveló la fabricación de falsa momia tanto en Francia, donde los boticarios robaban los cuerpos de los criminales ejecutados, los secaban en un horno y vendían la carne; como en Egipto, donde un comerciante, que admitió recoger cadáveres y preparar momia, expresó su sorpresa por el hecho de que los cristianos, «tan delicados de boca, pudieran comer los cuerpos de los muertos». Paré admitió haber administrado personalmente mumia un centenar de veces, pero condenó «este malvado tipo de Drugge, no ayuda en nada a los enfermos», por lo que dejó de recetarlo y animó a otros a no usar mumia. El herbalista inglés John Gerard de 1597 describió a los antiguos egipcios usando brea de cedro para embalsamar, y señaló que los cuerpos conservados que los comerciantes llaman falsamente «mumia» deberían ser lo que los griegos llamaban pissasphalton. Gerard culpó del error al traductor de Serapion, que interpretó mumia «según su propia fantasía», que es el exudado de un cadáver humano embalsamado.
El uso médico de la momia egipcia continuó durante el siglo XVII. El físico Robert Boyle (1627-1691) la elogió como «una de las medicinas útiles elogiadas y dadas por nuestros médicos para caídas y contusiones, y también en otros casos». El Lexicon medicum renovatum de 1754 del médico holandés Steven Blankaart enumeraba cuatro tipos de momia: Exudado árabe de cuerpos embalsamados con especias y asfalto, cuerpos egipcios embalsamados con pissasphalt, cuerpos secados al sol encontrados en el desierto, el pissasphalt natural. La familiaridad de la momia como remedio en Gran Bretaña queda demostrada por referencias de pasada en Shakespeare, Francis Beaumont y John Fletcher, y John Donne, y también por observaciones más detalladas en los escritos de Thomas Browne, Francis Bacon y Robert Boyle.
Para el siglo XVIII, aumentaba el escepticismo sobre el valor farmacéutico de mumia y la opinión médica se volvía en contra de su uso. El escritor médico inglés John Quincy escribió en 1718 que aunque mumia todavía figuraba en los catálogos medicinales, "está bastante fuera de uso con receta médica". Mummia se puso a la venta con fines medicinales hasta 1924 en la lista de precios de la empresa químico-farmacéutica alemana Merck Group.

Tanto mumia como el asfalto se han usado durante mucho tiempo como pigmentos. El químico y pintor británico Arthur Herbert Church describió el uso de la momia para hacer pintura al óleo "marrón momia":
La 'momia', como pigmento, es inferior al asfalto preparado, pero superior al crudo, en la medida en que ha sido sometido a un grado considerable de calor y, por lo tanto, ha perdido algunos de sus hidrocarburos volátiles. Además, es habitual triturar los huesos y otras partes de la momia juntas, de modo que el polvo resultante tenga más solidez y sea menos fusible de lo que sería el asfalto solo. Un colorista londinense me informa que una momia egipcia suministra material suficiente para satisfacer las demandas de sus clientes durante veinte años. Quizás apenas sea necesario agregar que algunas muestras del pigmento vendido como 'momia' son espurias.
El pigmento moderno vendido como "marrón momia" está compuesto por una mezcla de caolín, cuarzo, goetita y hematita.